# Jonas Rönnqvist
Jonas Rönnqvist (* 22. August 1973 in Kalix) ist ein ehemaliger schwedischer Eishockeyspieler und derzeitiger -trainer, der während seiner aktiven Karriere unter anderem für die Mighty Ducks of Anaheim in der National Hockey League gespielt hat. Zwischen 2010 und 2014 betreute er Luleå HF aus der schwedischen Elitserien als Cheftrainer.

## Karriere
Jonas Rönnqvist begann seine Laufbahn 1991 beim unterklassigen schwedischen Verein Bodens IK. In den folgenden sechs Jahren war er eine Stammkraft beim Drittligisten, ehe Rönnqvist zur Saison 1997/98 von Luleå HF aus der Elitserien unter Vertrag genommen wurde. In seiner Debütsaison in der höchsten schwedischen Spielklasse erzielte der Linksschütze 14 Punkte für Luleå. In der folgenden Saison erreichte der Flügelspieler mit der Mannschaft in den Playoffs die Halbfinalspiele, in denen Rönnqvist mit Luleå in fünf Spielen dem späteren Meister Brynäs IF unterlag. In der Spielzeit 1999/2000 war er mit 39 Punkten in der regulären Saison gemeinsam mit Martin Hosták der beste Scorer des Teams.
Beim NHL Entry Draft 2000 wurde Rönnqvist in der vierten Runde an Position 98 von den Mighty Ducks of Anaheim ausgewählt, die sich die Rechte an ihm sicherten. In seiner ersten Saison in Nordamerika kam der Schwede überwiegend in der National Hockey League für die Mighty Ducks zum Einsatz, absolvierte allerdings auch einige Begegnungen im Farmteam für die Cincinnati Mighty Ducks in der American Hockey League. Die Saison 2001/02 absolvierte er komplett in Cincinnati und spielte gemeinsam mit Ilja Brysgalow, Andy McDonald und Jason Williams. Nachdem die Mighty Ducks nach Ablauf dieser Saison seinen Vertrag nicht verlängert hatten, kehrte der Schwede in seine Heimat zurück und unterschrieb erneut einen Kontrakt bei Luleå HF. Dort absolvierte er noch drei Spielzeiten und beendete im Anschluss seine Karriere.
Ab der Saison 2008/09 verfolgte Rönnqvist eine Karriere als Trainer und betreute bis 2010 Almtuna IS aus der zweitklassigen HockeyAllsvenskan als Cheftrainer. Nach Erfolgen mit der Mannschaft wurde er vor Beginn der Saison 2010/11 von seinem Ex-Klub Luleå HF verpflichtet und betreute dessen Profimannschaft bis zum Ende der Saison 2013/14.

### International
Rönnqvist vertrat sein Heimatland bei der Weltmeisterschaft 2000. Im Turnierverlauf kam er zu sieben Einsätzen und erzielte drei Punkte für Schweden. Die Mannschaft scheiterte im Viertelfinale gegen Finnland.